# Vrijeme je za seks
Vrijeme je za sex (eng. Sex O'Clock) češka je humoristična serija redatelja Karoline Zalabáková i Jana Bárteka u produkciji kuće Cinebonbon za češku streaming platformu Voyo. Scenarij su zajedno napisali Zalabáková i Matěj Randár. Voyova kreativna producentica je Marta Fenclová.
Prikazivanje na platformi Voyo započelo je 10. ožujka 2023. U Hrvatskoj serije se prikazuje na istoj platformi od 1. prosinca.
Autori su 3. kolovoza 2023. najavili da je serija obnovljena za drugu sezonu.

## Radnja
Protagonisti serije su tinejdžer Adam. Posljednjih godina uglavnom se bavi plesom i trudi da konačno izgubi nevinost. Ali njegov otac okreće život cijele obitelji naglavačke jednim temeljnim otkrićem dda je homoseksualac i ostavlja obitelj drugom muškarcu. Time započinje lanac pun neočekivanih događaja s kojima će se morati nositi njegova supruga Judita i baka Greta. Na satu plesa

## Pregled serije
Serija obnovljena za drugu sezonu.
| Sezona | Epizoda | Voyo Češka          | Voyo Češka          | Voyo Hrvatska       | Voyo Hrvatska       |
| Sezona | Epizoda | Premijera sezone    | Finale sezone       | Premijera sezone    | Finale sezone       |
| ------ | ------- | ------------------- | ------------------- | ------------------- | ------------------- |
| 1      | 10      | 10. ožujka 2023.    | 12. svibnja 2023.   | 1. prosinca 2023.   | 11. prosinca 2023.  |
| 2      | –       | Još nije najavljeno | Još nije najavljeno | Još nije najavljeno | Još nije najavljeno |

## Glumačka postava
- Maxmilián Kocek kao Adam Anensky
- Karolin Omastová kao Kristýna Baráková
- Petra Bučková kao Judita Anenská
- Sára Korbelová kao Ema Anenská
- Tomas Sean Pšenička kao David
- Jan Révai kao Michal Anensky
- Jana Švandová kao Greta, Adamova baka
- Csongor Kassai kao Patrik
- Iva Pazděrková kao Davidova mama

## Vanjske poveznice
- Službena stranica na cinebonbon.com
- Službena stranica na voyo.cz
- Sex O'Clock u internetskoj bazi filmova IMDb-a